# Mistrzostwa Oceanii w Judo 1998
16. Mistrzostwa Oceanii w judo odbywały się w dniach 1-2 czerwca 1998 roku w Apia na Samoa. W tabeli medalowej tryumfowali zapaśnicy z Australii.

## Klasyfikacja medalowa
| Miejsce | Państwo       |    |    |    | Razem |
| ------- | ------------- | -- | -- | -- | ----- |
| 1       | Australia     | 10 | 15 | 11 | 36    |
| 2       | Fidżi         | 3  | 1  | 0  | 4     |
| 3       | Nowa Zelandia | 3  | 0  | 9  | 12    |
| 4       | Samoa         | 0  | 0  | 2  | 2     |
| Razem   | Razem         | 16 | 16 | 22 | 54    |

## Medaliści

### Mężczyźni
| Konkurencja: | Złoto:             | Srebro:                | Brąz:                              |
| −60 kg       | Adrian Robertson   | Martin Klimiuk         | Brendon Crooks                     |
| −66 kg       | Andrew Collett     | Heath Young            | Michael Bielby Ben Pilley          |
| −73 kg       | Tom Hill           | Danny Fagan            | Chad Acciari Lyndsay Reid          |
| −81 kg       | Tim Slyfield       | Daniel Kelly           | Morgan Endicott-Davies Steven Hill |
| −90 kg       | Robert Ivers       | Matthew Hill           | Gavin Kelly Robert Levy            |
| −100 kg      | Daniel Gowing      | Daniel Rusitovic       | Martin Kelly Richard Ale           |
| ponad 100 kg | Calvyn Snelgar     | Jason Goddard          | K. Fausia                          |
| Open         | Nacanieli Qerewaqa | Morgan Endicott-Davies | Gavin Kelly Calvyn Snelgar         |

### Kobiety
| Konkurencja: | Złoto:           | Srebro:            | Brąz:           |
| −48 kg       | Tammy Acciari    | Sharon Milligan    | Julia Serrano   |
| −52 kg       | Angela Raguz     | Celeste Barrington | Michelle Olsen  |
| −57 kg       | Jadranka Raguz   | Angela Deacon      | Yvonne Mitchell |
| −63 kg       | Carly Dixon      | Kylie Koenig       | Dawn Murten     |
| −70 kg       | Catherine Arlove | Natalie Galea      | Mary Warren     |
| −78 kg       | Sisilia Nasiga   | Natalie Jenkinson  | Anne Medil      |
| ponad 78 kg  | Laisa Laveti     | Caroline Curren    | Fiona Iredale   |
| Open         | Catherine Arlove | Laisa Laveti       | Fiona Iredale   |